# Neoscaptia affinis
Neoscaptia affinis är en fjärilsart som beskrevs av Rothschild 1912. Neoscaptia affinis ingår i släktet Neoscaptia och familjen björnspinnare. Inga underarter finns listade i Catalogue of Life.